# لا شيء غير القلب الوحيد (فلم)
لا شيء غير القلب الوحيد (بالإنجليزية: None but the Lonely Heart) هو فيلم دراما تم إنتاجه في الولايات المتحدة وصدر في سنة 1944.

## بطولة
- كاري غرانت
- إثيل باريمور

### ترشيحات وجوائز
| السنة | الحدث          | الفئة                   | النتيجة  |
| ----- | -------------- | ----------------------- | -------- |
|       | جائزة الأوسكار | أفضل ممثلة في دور مساعد | فـــــوز |

## وصلات خارجية
- مقالات تستعمل روابط فنية بلا صلة مع ويكي بيانات